# Vyšný – Křišťanov
Vyšný – Křišťanov je přírodní památka poblíž obce Křišťanov v okrese Prachatice. Oblast spravuje Správa NP a CHKO Šumava. Důvodem ochrany je jedna z bohatých lokalit výskytu šafránu bělokvětého (Crocus albiflorus) a dalších ohrožených vlhkomilných a mokřadních rostlinných druhů.